# Pseudocorynopoma
Genre
Pseudocorynopoma est un genre de poissons téléostéens de la famille des Characidae et de l'ordre des Characiformes.

## Liste d'espèces
Selon FishBase (13 juin 2015):
- Pseudocorynopoma doriae Perugia, 1891
- Pseudocorynopoma heterandria Eigenmann, 1914